# St Michaels (Kent)
Pour les articles homonymes, voir St Michaels.
St Michaels est un village du Kent, en Angleterre.